# Balanococcus orientalis
Balanococcus orientalis är en insektsart som beskrevs av Danzig och Ivanova 1976. Balanococcus orientalis ingår i släktet Balanococcus och familjen ullsköldlöss. Inga underarter finns listade i Catalogue of Life.